# 諸葛亮南征
諸葛亮の南征（しょかつりょうのなんせい）は、蜀漢の建興3年（225年）に、蜀漢の丞相である諸葛亮が南中を平定した戦い。当時、朱褒・雍闓・高定らが反乱を起こし、南中の豪族である孟獲がこれに参加した。最終的には、諸葛亮が自ら兵を率いて南下し、南中を平定した。

## 背景
蜀漢の南部（現在の雲南省・貴州省及び四川省の南部）は、当時、南中と呼ばれていた。多くの少数民族が散居しており、かれらは「西南夷」と総称されていた。かれらの社会の大部分は、奴隷社会の段階にあり、漢民族とともに社会を構成する人々の社会は、封建制度の段階にあり、また、いくつかの僻地においては、未だ原始的な部族社会の段階にあった。諸葛亮は、北伐して平原へ進出するため、後方を安定させる必要があった。諸葛亮の南征論は、三顧の礼の際に劉備に対して示した「隆中対」の中でも「南撫夷越」の方針として表れている。
劉備は、蜀漢を平定し、南中を治める官職（庲降都督）を設置した。また、南中の豪族を地方官に任命した。章武3年（223年）、劉備は、夷陵の戦いで大敗し、白帝城にて病没した。同年（劉禅の即位により、建興に改元）夏、益州の豪族である雍闓は、劉備が病没したことを知って、叛意を生じた。まもなく、雍闓は建寧太守の正昂を殺害し、張裔を捕縛して呉へ押送し、ここに、蜀漢と正式に決別するに至った。越巂郡酋長の高定は、雍闓の反乱に呼応し、太守の焦璜を殺害して、王を称し、北上して新道県を攻撃した。しかし、李厳が率いる犍為郡の救援隊に敗退し、南方へと敗走した。
当時、呉は、未だ蜀漢との友好関係を回復しておらず、雍闓を永昌太守に任命した上、劉闡を交州の州境へと派遣して、益州郡を接収する準備を実施した。雍闓は、軍を率いて永昌城に進軍したため、永昌郡は蜀漢との連携が絶たれた。永昌郡功曹の呂凱と府丞の王伉は、兵を率いて永昌郡を死守し、雍闓が城内に流言を飛ばしても、固守して降伏しなかった。城内の官民は、呂凱を信頼しており、雍闓が入城するのを防いだ。

## 経過

### 蜀漢の対策

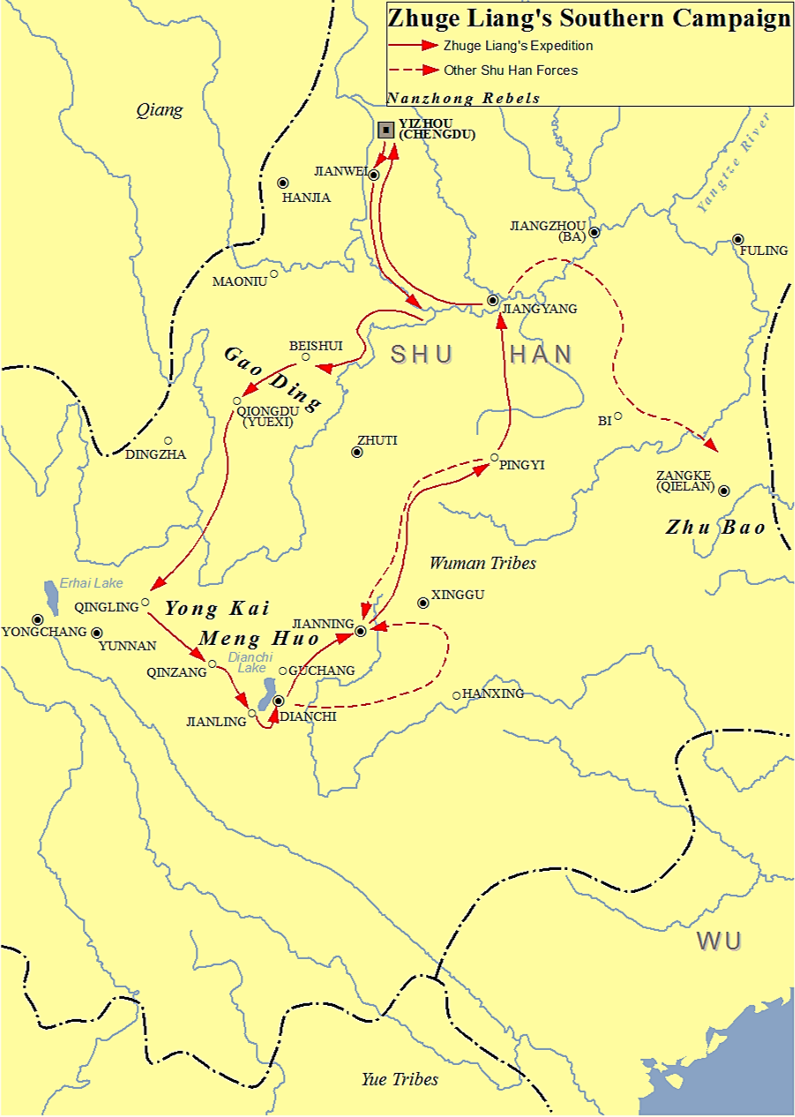
赤色実線は、諸葛亮の南征主力軍。破線は、別働隊。諸葛亮は、高定・雍闓・孟獲らの反乱軍を平定し、馬忠は、朱褒を平定した。

223年中ごろ、諸葛亮は、劉備が病没したばかりであったため、民心の安定と糧秣の備蓄を実施していた。呉との間では、和平を結ぶために、鄧芝・陳震を派遣した。また、越巂太守の龔禄を南中との境界にある安上県に派遣して事態に備えさせ、蜀郡従事の頎行を直接南中へ派遣して調査させた。
他方、李厳は、6通の信書を雍闓に送って利害を説いたが、雍闓は、1通のみ返信し、「天に二王なし、地に二王なしと聞くが、現在、天下は三分鼎立の局面にあり、それぞれが正朔を制定しているため、遠方にある者（雍闓）は、いずれに属すべきかわからない」と述べた。この信書は、非常に傲慢に思われる内容であった。
頎行は、牂牁郡に到達した後、直ちに主簿を拘束して、事実関係を確認した。朱褒は、頎行を殺害して、反乱軍に加わり、龔禄もまた、高定に殺害された。当時、雍闓に服従しない異民族が存在したため、雍闓は、かれらが信服している孟獲を派遣して、異民族の長を説得させた。孟獲が、「官府が胸の黒い犬300頭・蟎脳3斗・3丈の木3000本を要求しているが（黒い犬や蟎脳は、入手困難であり、木は硬くて曲がっており、2丈に満たない長さのものしかなかった）、お前たちは用意できるか？」と述べたところ、異民族の長らは、孟獲を信頼し、蜀漢に対して激怒して、反乱軍に加わった。

### 反乱軍の平定
建興3年（225年）3月、諸葛亮は反乱を収めるべく、自らの職位である丞相・益州刺史・録尚書事のうち、丞相府を長史の向朗、益州刺史の職務を州の治中従事の李邵、尚書台を尚書令の陳震に任せて出兵し、同行する参軍の楊儀に丞相府の事務処理を担当させた。同じく参軍の馬謖に諸葛亮が「数年に渡って共に謀を考えてきたが、今再び良計を授けてくれ給え」と言うと、馬謖はこれに答えて「南中はその遠方かつ険阻な事を恃みとして久しく服従しませんでした。今日これを撃ち破っても明日にはまた反逆するだけでしょう。今、公 (諸葛亮)は国家の力を傾けて北伐を行い、以って強力な賊にあたられるおつもりです。官軍の勢力減少を彼らが知れば、反逆もまた速いでしょう。もし反乱兵だけでなく、残った者まで尽く滅ぼし、以って後の禍を除こうとすれば、それは仁徳の情に外れる上に、急に成す事も出来ません。そもそも用兵の道は、心を攻める事を上策とし、城を攻める事を下策とします。また心を屈する戦いを上策とし、兵を以って戦う事を下策とします。公は寛容さを以ってその心を帰服させられます様に」と述べ、諸葛亮もこの言葉を全面的に受け入れた。諸葛亮は、安上県から越巂郡まで水路を進み、南中へと入った。また、馬忠を派遣して牂牁郡を攻撃させ、李恢を派遣して平夷から建寧郡を攻撃させた。
李恢は、昆明に到達すると、反乱軍に包囲された。当時、李恢の兵は、反乱軍の半分であり、諸葛亮から何らの知らせもなかったため、南中の者に対し、「官軍は兵糧が尽きており、退却しようと考えている。しかし、我々は郷里である南中を叱責（攻撃）しており、たとえ本隊と合流できても、北方へと帰還することはできない。だから、郷里である南中へと戻って、あなたたちと一緒に反乱を起こしたいと考えている。だから正直に話しているのだ」と伝えた。反乱軍は、これを信じ、李恢に対する包囲を緩和した。このとき、李恢の軍は突如として出撃し、大いに反乱軍を撃破した。李恢は、南のかた槃江へ至り、牂牁郡へと東進した。李恢の伯母の夫の爨習は孟獲の反乱に同調したが帰順し、行参軍・偏将軍となり次いで領軍となって北伐にも加わっている。
馬忠は、且蘭において朱褒を破り、李恢と合流した。
雍闓は、諸葛亮が南進する途上において、すでに高定の部下に殺害されていた。諸葛亮の本隊は、数度戦って勝利し、高定を斬殺した。

### 孟獲の敗退
『華陽国志』などによると、その後、諸葛亮の本隊は他の2隊と合流して孟獲との戦いに備えた。諸葛亮は現地の者が孟獲に信服していることを聞き、生け捕りにしようと考えた。5月、諸葛亮の本隊は、瀘水を渡河し、孟獲と戦い、孟獲を捕虜とすることに成功した。諸葛亮は、孟獲を帯同して蜀漢の陣営を見せ、蜀漢の軍についてどう思うか尋ねたところ、孟獲は、「私は、今まで、蜀漢の軍の実情を知らなかったため、戦いに負けたのである。今回、陣営を見て、状況がわかったため、次は必ず勝利する」と述べたとされる。
諸葛亮は、北伐を考えていたため、背後にある南中の反乱が重要な問題であることを理解していた。そのため、馬謖が提案した「心を攻めるのが上策、城を攻めるのが下策。心で戦うのが上策、兵で戦うのが下策」との提案を採用し、孟獲を説得したのである。諸葛亮は、孟獲の発言を聞いて、一笑し、釈放したのであった。『三国志』「諸葛亮伝」注にある『漢晋春秋』及び『華陽国志』によれば、諸葛亮は、7度孟獲を捕獲し、7度孟獲を釈放したとされる。孟獲及びその他の異民族は反省し、再び離反することはなかったという。孟獲曰く「諸葛公には神通力があり、南人が再び反乱を起こすことはありません」。
ただし孟獲については『三国志』本文には記載がない。
諸葛亮は滇池に移り、南中の平定に成功し、12月には成都に帰還した。これ以降複数の郡に渡る反乱は起こらなくなったが、それよりも小規模な反乱はしばしば起こり、そのたびに李恢・馬忠・張嶷らに平定されている（後述）。

## 結果
南中が平定されると、呉が派遣した劉闡は、交州から呉へと帰還し、南中を接収する計画は消失した。諸葛亮は、南中にあった益州郡・永昌郡・牂牁郡・越巂郡の4郡を分割して、益州郡・永昌郡・牂牁郡・越巂郡・雲南郡・興古郡の6郡を設置し、現地の者又は将軍に支配させることとした。諸葛亮は、駐兵して統治すべきとの進言に対し、3つの点から容易ではないと考えていた。
1. 非現地人を留め置けば、その警護の兵が必要となり、兵を駐留させるためには、糧食を要する。
2. 異民族は、敗退したばかりで死傷者が甚大であり、父や兄弟が死亡した者もいる。兵を駐留させずに非現地人を留め置けば、災いをもたらすことが必定である。
3. 異民族は、殺人の罪に問われることを恐れているため、非現地人を留め置けば、信用されていないと考えるであろう。

最終的に、諸葛亮は、「兵を駐留させず、糧秣を運搬しない」という政策を決定した。李恢を建寧太守に、呂凱を雲南太守に任命し、降伏した爨習・孟琰等に対しては、孟獲とともに官職を与え、南人の民心を掌握した。馬忠だけは、非現地人として、牂牁太守に任命されたが、異民族からは尊敬される存在であった。
蜀漢は、勁卒・青羌を蜀の地に移住させ、「飛軍」と呼ばれる非常に勇猛な5つの部隊を設立した。また、痩弱な者を、焦・雍・婁・爨・孟・量・毛・李の大族に分割して部曲とし、五部都尉を設置し、「五子」と称した。このため、南人には、四姓五子があるといわれている。
異民族は、非常に強靱であり、攻撃的であったため、豪族や富豪との関係が極めて悪化していた。そのため、蜀漢は、豪族を説得して金品を支出させ、異民族を招聘して部曲を設置させ、世襲の官位を与えた。異民族は、次第に蜀漢の朝廷に臣属し、異民族と漢民族の両方の部曲が設置された。
南人の貢物である金・銀・丹漆・耕牛・戦馬等は、蜀漢の軍費として供給され、国を豊かにして、諸葛亮の北伐に物資を提供した。
この戦い以降も南中の反乱はしばしば起きた。12月に諸葛亮が成都に帰還すると、西南夷は再び反乱を起こし、雲南太守の呂凱が反乱軍に殺害されたため、庲降都督の李恢が兵を率いて反乱を鎮圧した。その後、建興9年（231年）に死去した李恢の後任として張翼が赴任するが、法を厳しく執行しすぎたため西南夷の反発を招いた。建興11年（233年）には南夷の豪帥であった劉冑が反乱を起こし、朝廷は張翼を召還して馬忠を派遣し反乱を平定させている。
また高定が討伐された後も越巂郡では叟族がたびたび反乱を起こし、太守の龔禄や焦璜を殺害したため、その後は太守に任じられた者も恐れて郡内に入らず、越巂郡は名目上の存在となった。だが旧郡の復興を望む声が高まったため、延熙3年（240年）に張嶷が越巂太守に任命され、張嶷は恩愛と信義をもって多数の部族を帰順させ、従わない部族は計略を持って撃ち破り、郡の機能を回復させた。15年の統治の間に、郡を安らかに静まらせたという。
炎興元年（263年）に魏が蜀に侵攻してきた際に、南方に撤退しようとした皇帝劉禅に対して、譙周が「益州南部は遠方蛮族の土地で、反乱が多く統治の難しさから従来は税が課されていなかったが、諸葛亮が益州南部の反乱を制圧したのち益州南部に租税を課せるようになり、それを愁えて恨んでいる」と反対した。ただし『三国志』の別の部分の記述によると、庲降都督の霍弋がいた南中では特に動揺は見られない。また『華陽国志』には、霍弋は違う慣習、風俗の人間を撫で和らげ、法を作り、学校を立てて教育を施し、理にかなった行動をしたため、漢人、非漢人ともに彼の施政に安住していたと書かれている。

## 評価
蜀漢は、南中の統治を確立し、南中の閉塞状態を打破した。また、各少数民族と漢民族との関係が強化されたことは、南中の発展にとって、有意義であった。
唐代末から宋代にかけて李靖の事績を知る者の手で編纂されたと考えられる『李衛公問対』において、李靖は諸葛亮の南征について「諸葛亮が7度にわたって孟獲を捕獲したことは、それ以外に方法はなく、これによって戦火が已んだのである」と評したことが記述されている。

## 民間芸術

### 三国志演義
小説『三国志演義』では、第87回「征南寇丞相大興師、抗天兵蛮王初受執」から第90回「駆巨獣六破蛮兵、焼藤甲七擒孟獲」までの間において、この戦いが描写されている。
しかし、個性的な人物や故事の中には、史実とは似ても似つかぬ創作と思われるものがある。例えば、孟獲は異民族の王に奉じられていること、雍闓・朱褒・高定の3人は孟獲の部下とされていること、鄂煥・祝融夫人・孟優・木鹿大王等の南中の多数の人々が登場することなどである。
このほか、趙雲・魏延の参戦は、正史『三国志』には記載されていない。

### 七縦七擒
『三国志』の本文には記録がない。「七縦七擒」の語は『漢晋春秋』と『華陽国志』巻4「南中志」に初めて登場し、『三国志』「諸葛亮伝」裴松之注でも『漢晋春秋』から簡単な記載が引用されている。また裴松之注及び『資治通鑑』には「七擒孟獲」の記載がある。

### 伝説
北宋の高承の『事物紀原』によれば、諸葛亮の南征時、風が強くなって渡河できないことがあり、孟獲は、猛り狂った神のたたりであるとして、人頭と動物を生贄にしなければ、風を穏やかにすることはできないと述べた。しかし、諸葛亮は、人頭を用いるのが極めて残忍であるとして、小麦粉を人頭の形に丸め、中に牛肉や羊肉を入れたものを作成し、饅頭と名付けたとされる（一説には、饅頭は張飛の入蜀時に発明されたともされる）。